# Cseh Áron
Cseh Áron (teljes nevén: Cseh Áron Gusztáv Kolozsvár, 1972. július 26. –) magyar diplomata, főkonzul.

## Pályafutása
Erdélyi művészcsaládba született, édesapja Cseh Gusztáv és nagyapja, Cseh Gusztáv is erdélyi grafikusművész volt. Ott is élt 1988-ig, majd édesapja halála után néhány évvel áttelepültek Magyarországra. Debrecenben, a Debreceni Református Kollégium Gimnáziumában érettségizett, majd Budapesten az ELTE-n szerzett diplomát először 1998-ban jogból, majd 2001-ben politológiából. 
1998 óta dolgozik a Külügyminisztériumban, fiatalon, 27 évesen kapta első megbízását: 2000-ben Magyarország kolozsvári főkonzulátusa munkatársa lett első beosztott konzulként még Alföldi László főkonzul vezetése alatt. 2003-ban nevezték ki főkonzullá, 2008-ig, öt éven át vezette a főkonzulátust, összesen nyolc évet töltött diplomataként Kolozsváron.
Az ő főkonzuli időszaka alatt zajlott a 2004-es magyarországi népszavazás a kettős állampolgárságért, aminek hatása sokáig érződött, ebben az időszakban nyitották a csíkszeredai főkonzulátust, és kiküldetésének félidejéig a magyarellenességéről hírhedt Gheorghe Funar volt a város polgármestere.
Hazatérését követően a külügy Kelet-Európa és Közép-Ázsia Főosztályán dolgozott 2015-ig, amikor Magyarország ungvári főkonzulátusára nevezték ki beosztott konzulnak Buhajla József főkonzul vezetése alatt.
Nős, két gyermeke van.